# Снежное (Сакский район)
Сне́жное (до 1948 года Карпулы́; укр. Сніжне, крымскотат. Qarp Oğlu, Къарп Огълу) — исчезнувшее село в Сакском районе Республики Крым (согласно административно-территориальному делению Украины — Автономной Республики Крым), располагавшийся на северо-западе района, недалеко от восточного берега озера Донузлав, примерно в 5 км севернее современного села Наташино.

### Динамика численности населения
- 1806 год — 46 чел.[5]
- 1889 год — 53 чел.[6]
- 1900 год — 9 чел.[7]
- 1915 год — 33/68 чел.[8][9]
- 1926 год — 30 чел.[10]

## История
Первое документальное упоминание села встречается в Камеральном Описании Крыма… 1784 года, судя по которому, в последний период Крымского ханства Карын Оглу входил в Байнакский кадылык Козловского каймаканства.
После присоединения Крыма к России (8) 19 апреля 1783 года, (8) 19 февраля 1784 года, именным указом Екатерины II сенату, на территории бывшего Крымского Ханства была образована Таврическая область и деревня была приписана к Евпаторийскому уезду. После Павловских реформ, с 1796 по 1802 год, входила в Акмечетский уезд Новороссийской губернии. По новому административному делению, после создания 8 (20) октября 1802 года Таврической губернии, Карпулы был включён в состав Кудайгульской волости Евпаторийского уезда.
По Ведомости о волостях и селениях, в Евпаторийском уезде с показанием числа дворов и душ… от 19 апреля 1806 года в деревне Кат-Оглу числилось 10 дворов и 46 крымских татар. На военно-топографической карте генерал-майора Мухина 1817 года деревня Карполу обозначена с 11 дворами. После реформы волостного деления 1829 года Карполу, согласно «Ведомости о казённых волостях Таврической губернии 1829 года» остался в составе Кудайгульской волости. Затем, видимо, вследствие эмиграции крымских татар в Турцию, деревня заметно опустела и на карте 1836 года в деревне 6 дворов, а на карте 1842 года Картолы обозначен условным знаком «малая деревня», то есть, менее 5 дворов.
В 1860-х годах, после земской реформы Александра II, деревню приписали к Чотайской волости. Согласно «Памятной книжке Таврической губернии за 1867 год», деревня Карполу была покинута жителями в 1860—1864 годах, в результате эмиграции крымских татар, особенно массовой после Крымской войны 1853—1856 годов, в Турцию и лежала в развалинах. По обследованиям профессора А. Н. Козловского 1867 года, вода в колодцах деревни Карп-Оглу была «хорошая, пресная», а их глубина достигала 8—10 саженей (17—21 м). На трехверстовой карте Шуберта 1865—1876 года обозначен хутор Карталу без указания числа дворов. По «Памятной книге Таврической губернии 1889 года», по результатам Х ревизии 1887 года, в деревне числилось уже 5 дворов и 33 жителя, а в «…Памятной книжке Таврической губернии на 1892 год» деревня вновь не значится.
Земская реформа 1890-х годов в Евпаторийском уезде прошла после 1892 года, в результате Карпулы отнесли к Донузлавской волости. По «…Памятной книжке Таврической губернии на 1900 год» в деревне числилось 9 жителей в 3 домохозяйствах. По Статистическому справочнику Таврической губернии. Ч.II-я. Статистический очерк, выпуск пятый Евпаторийский уезд, 1915 год, в Донузлавской волости Евпаторийского уезда числились 2 экономии Картполу — Бабаджана (1 двор с 9 жителями приписного населения и 18 — «постороннего») и Ходжаша (1 двор с 5 жителями приписного населения и 30 — «постороннего») и имение братьев Корж того же названия (4 двора с 19 жителями приписного населения и 20 — «постороннего»).
После установления в Крыму Советской власти, по постановлению Крымревкома от 8 января 1921 года № 206 «Об изменении административных границ» была упразднена волостная система и село вошло в состав Евпаторийского района Евпаторийского уезда, а в 1922 году уезды получили название округов. 11 октября 1923 года, согласно постановлению ВЦИК, в административное деление Крымской АССР были внесены изменения, в результате которых округа были отменены и произошло укрупнение районов — территорию округа включили в Евпаторийский район. Согласно Списку населённых пунктов Крымской АССР по Всесоюзной переписи 17 декабря 1926 года, в селе Картполу I, Отешского сельсовета Евпаторийского района, числилось 8 дворов, из них 6 крестьянских, население составляло 30 человек, все украинцы.
После освобождения Крыма от фашистов, 12 августа 1944 года было принято постановление № ГОКО-6372с «О переселении колхозников в районы Крыма» и в сентябре 1944 года в район приехали первые новосёлы (150 семей) из Киевской и Каменец-Подольской областей, а в начале 1950-х годов последовала вторая волна переселенцев из различных областей Украины. С 25 июня 1946 года Картполу в составе Крымской области РСФСР. Указом Президиума Верховного Совета РСФСР от 18 мая 1948 года, Карпулы (вариант Картполу) переименовали в Снежное. 26 апреля 1954 года Крымская область была передана из состава РСФСР в состав УССР. Время включения в состав Наташинского сельсовета пока не установлено: на 15 июня 1960 года село уже числилось в его составе. Указом Президиума Верховного Совета УССР «Об укрупнении сельских районов Крымской области», от 30 декабря 1962 года село присоединили к Евпаторийскому району. 1 января 1965 года, указом Президиума ВС УССР «О внесении изменений в административное районирование УССР — по Крымской области», Евпаторийский район был упразднён и село включили в состав Сакского (по другим данным — 11 февраля 1963 года). Ликвидировано к 1968 году, как село Добрушинского сельсовета.